# Терранова-дей-Пассерині
Терранова-дей-Пассерині (італ. Terranova dei Passerini) — муніципалітет в Італії, у регіоні Ломбардія,  провінція Лоді.
Терранова-дей-Пассерині розташована на відстані близько 440 км на північний захід від Рима, 50 км на південний схід від Мілана, 20 км на південний схід від Лоді.
Населення — 898 осіб (2014).

## Демографія
Населення за роками:

Станом на 1 січня 2023 року в муніципалітеті офіційно проживав 51 іноземець з 10 країн, серед них 21 громадянин країн Євросоюзу та 1 громадянин України.

## Сусідні муніципалітети
- Бертоніко
- Камаїраго
- Казальпустерленго
- Кастільйоне-д'Адда
- Кодоньо
- Турано-Лодіджано